# دانشگاه بوکنل

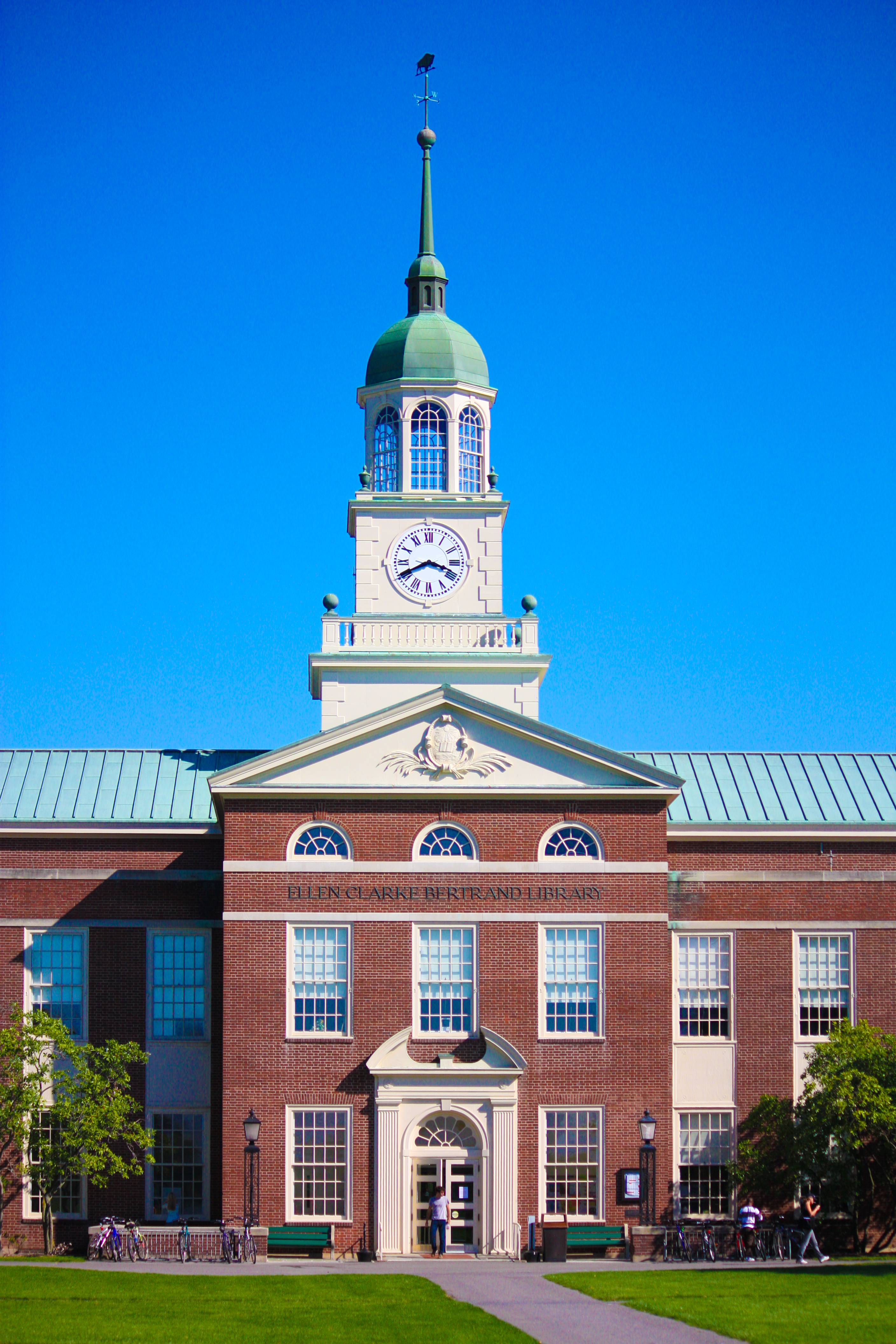
کتابخانهٔ الن کلارک باکنل

دانشگاه باکنل (به انگلیسی: Bucknell University) یک دانشگاه در ایالات متحده آمریکا است که در پنسیلوانیا واقع شده‌است.